# 上海评弹团
上海评弹团（又稱上海评弹艺术传习所），成立时取名上海市人民评弹工作团，为中华人民共和国国家级剧团事业单位，位于上海市黃浦區延安中路549号（煦园）。前团长为吴宗锡、秦建国，前副团长为蒋月泉、陈希安，现团长为高博文。

## 历史
上海评弹团成立于1951年11月20日。成立时有18位艺人入团。1958年改名上海市人民评弹团，1950年代起为上海市戏曲学校开设评弹班。1961年，离开煦园，搬入南京西路860弄。1962年团赴香港演出，1979年改为上海评弹团。文化大革命中作為未解散而唯一保留的上海评弹团被强令学习样板戏的“三突出”，把评弹改成“评歌”、“评戏”，编演的书目有中篇评弹《血防线上》、《门合》、《杜鹃山》等。
1985年，在南京西路860弄1号的乡音书苑开设上海评弹团附属书场，面积约100平方米，80张沙发。1990年首次赴新加坡演出。2011年上海评弹团由上海文广演艺中心劃歸上海戏曲艺术中心。
2016年将评弹《林徽因》三年授权吴中评弹团，此次授权是团史上首次版权交易。2018年上海评弹团将习近平在陕北的下放插队经历搬上舞台。
2019年10月24日评弹表演家陈希安去世后，最早的18位成员已全部作古。